# ناصر عامری
ناصر عامری (زادهٔ ۱۳۰۷ – درگذشتهٔ ۱۰ بهمن ۱۳۵۳) سیاست‌مدار ایرانی دوران پهلوی دوم و دبیرکل حزب مردم بوده‌است.

## زندگی‌نامه و فعالیت‌های سیاسی
عامری در سال ۱۳۰۷ در شهر کرمان متولد شد و تحصیلات دوران ابتدایی و متوسطه خود را در مدارس این شهر پشت سر گذاشت. او تحصیلات دانشگاهی خود را در دانشگاه کرنل به پایان رسانید و در رشته اقتصاد کشاورزی از آن دانشگاه دکترا گرفت. از جمله مهم‌ترین مسئولیت‌های عامری پس از بازگشت به ایران عبارت بود از: ریاست ادارهٔ عمران کرمان (وابسته به اصل چهار)، معاونت استانداری کرمان، معاونت بنگاه عمران و معاونت امور عمران روستایی سازمان برنامه، رئیس شرکت تعاونی کارمندان کرمان، نماینده مجلس مؤسسان و معاون بانک مرکزی.
عامری در سال ۱۳۴۲ و در دوران نخست‌وزیری اسدالله علم مدیرکل امور اجتماعی و عمران دهات وزارت کشور شد. طی سال‌های بعد هم به ریاست بانک توسعه کشاورزی منصوب شد. وی از آغاز تأسیس حزب مردم، عضو آن شد و در سال ۱۳۴۵ به کمیته مرکزی این حزب راه یافت و نهایتاً به دبیرکلی حزب مردم انتخاب شد.
عامری به تدریج حملات و انتقادات خود را به مجموعه دولت هویدا و حزب اکثریت (حزب ایران نوین) افزایش داده و دولت هویدا و حزب او را به انواع ضعف‌ها و نقایص متهم ساخت، از جمله ناکارآمدی، فساد، نادانی و غیره. همچنین بر این عقیده بود که دولت هویدا، استقلال قوه قضائیه را از میان برده و باید قوه قضائیه و دستگاه دادگستری از مجموعهٔ دولت مستقل شود. دبیرکل حزب مردم به‌طور مکرر دولت هویدا را متهم می‌ساخت که ارتجاعی بوده و از برآوردن حداقل نیازهای مردم کشور ناتوان است و اعضای حزب ایران‌نوین را فاسد و فرصت‌طلب خوانده بود که هیچ اعتنایی به وظایف حزبی خود نشان نمی‌دهند. این موضعگیری‌های عامری که با لحن تندی همراه می‌شد، در نهایت امر شاه را خشمگین ساخت و به دنبال آن به یک‌باره دستور اخراج عامری را از دبیرکلی حزب مردم صادر کرد و بدین ترتیب کمیته مرکزی حزب مردم در بعد از ظهر روز ششم دی ۱۳۵۳ در یک نشست اضطراری و بدون مقدمه، عامری را به اتهام تک‌روی و بی‌لیاقتی از دبیرکلی حزب مردم برکنار کرد. او در دهم بهمن ۱۳۵۳ و در جریان یک تصادف در جاده رشت به بندر پهلوی کشته شد. برخی قتل عامری را دسیسه‌ای از سوی شاه و ساواک دانسته‌اند.